# Enstavingarna
Enstavingarna var ett begrepp som myntades av komikern Hans Alfredson i slutet av 1970-talet och syftade på de fyra ministrar i den folkpartistiska regeringen Ullsten 1978-1979 som hade enstaviga efternamn: Hans Blix, Carl Tham, Hadar Cars och Erik Huss.
Begreppet återmyntades hösten 2011 av Göteborgs-Postens politiske chefredaktör Peter Hjörne, som på Göteborgs-Postens ledarsida noterade att Annie Lööf, Anna-Karin Hatt och Lena Ek tagit plats i Centerpartiets verkställande utskott, och kallade dessa för "De nya enstavingarna".